# Monohelea
Monohelea är ett släkte av tvåvingar. Monohelea ingår i familjen svidknott.

## Dottertaxa tillMonohelea, i alfabetisk ordning[1]
- Monohelea accipiter
- Monohelea affinis
- Monohelea africana
- Monohelea aguirrei
- Monohelea albiclavatoris
- Monohelea andersoni
- Monohelea andrei
- Monohelea annulata
- Monohelea archibaldoi
- Monohelea armata
- Monohelea avicularis
- Monohelea balboa
- Monohelea beaveri
- Monohelea bellula
- Monohelea bidens
- Monohelea bidentata
- Monohelea bifurcata
- Monohelea blantoni
- Monohelea boucheti
- Monohelea boudinoti
- Monohelea brasiliensis
- Monohelea candescens
- Monohelea carioca
- Monohelea castroi
- Monohelea cebacoi
- Monohelea chalybeata
- Monohelea chazeaui
- Monohelea chiapasi
- Monohelea chirusi
- Monohelea clavipes
- Monohelea cognata
- Monohelea coloisuvae
- Monohelea colombiae
- Monohelea cunasi
- Monohelea dorsotaeniata
- Monohelea estonica
- Monohelea fairchildi
- Monohelea falcata
- Monohelea fijiensis
- Monohelea floridensis
- Monohelea fuscipennis
- Monohelea gemina
- Monohelea grogani
- Monohelea guaimiesi
- Monohelea guianae
- Monohelea hainanena
- Monohelea hainanensis
- Monohelea harani
- Monohelea hieroglyphica
- Monohelea hirsuta
- Monohelea hissarica
- Monohelea hyalinipennis
- Monohelea impunctatipennis
- Monohelea incerta
- Monohelea inflatistyla
- Monohelea inflativena
- Monohelea jamnbacki
- Monohelea japonica
- Monohelea knighti
- Monohelea lampropeza
- Monohelea lanei
- Monohelea legrandi
- Monohelea leveri
- Monohelea litoraurea
- Monohelea lutea
- Monohelea macfiei
- Monohelea maculipennis
- Monohelea magnitheca
- Monohelea makonde
- Monohelea maureenae
- Monohelea maya
- Monohelea mayeri
- Monohelea messeri
- Monohelea mimas
- Monohelea minuscula
- Monohelea multilineata
- Monohelea neocaledonica
- Monohelea nigeriae
- Monohelea nigrita
- Monohelea novaguinensis
- Monohelea nubeculosa
- Monohelea obscura
- Monohelea ocumare
- Monohelea ornata
- Monohelea ornatissima
- Monohelea ornatithorax
- Monohelea palauensis
- Monohelea pallida
- Monohelea pallifemorata
- Monohelea palustria
- Monohelea panamensis
- Monohelea papuae
- Monohelea paranigripes
- Monohelea pekae
- Monohelea periucunda
- Monohelea phoenix
- Monohelea polychroma
- Monohelea poncai
- Monohelea ponticulifera
- Monohelea praeclara
- Monohelea pseudochelagonata
- Monohelea pulchripennis
- Monohelea radialis
- Monohelea roraimensis
- Monohelea scutofasciata
- Monohelea shannoni
- Monohelea similis
- Monohelea smeei
- Monohelea spathulata
- Monohelea subpahangensis
- Monohelea sylvatica
- Monohelea tesselata
- Monohelea texana
- Monohelea tigrina
- Monohelea tokunagai
- Monohelea transversalis
- Monohelea umbrosipennis
- Monohelea unica
- Monohelea urracaisi
- Monohelea uruguayensis
- Monohelea ussurica
- Monohelea wirthi
- Monohelea zherihhini